# Horst Mohr
Horst Mohr (* 18. Juni 1920 in Brandenburg an der Havel) ist ein ehemaliger deutscher Politiker und Funktionär der DDR-Blockpartei NDPD. Er war von 1954 bis 1958 Abgeordneter der Volkskammer der DDR.

## Leben
Mohr, Sohn eines Kaufmannes, besuchte die Volksschule und die Oberschule bis zur mittleren Reife. Er wurde Kaufmannsgehilfe und arbeitete als Einzelhändler. Während des Zweiten Weltkriegs wurde er 1940 zur Wehrmacht eingezogen und geriet 1945 in sowjetische Kriegsgefangenschaft. Dort schloss er sich den Antifa-Ausschüssen an.
Nach seiner Rückkehr 1947 arbeitete er wieder als Lebensmittel-Einzelhändler und wurde 1948 Mitglied der National-Demokratischen Partei Deutschlands (NDPD). Von der Partei wurde er 1950 als Stadtrat für Handel und Versorgung in Brandenburg eingesetzt. Am 17. Juni 1950 wurde er auf dem 2. Parteitag der NDPD zum Mitglied des Hauptvorstandes und am 18. Juni 1951 auf dem 3. Parteitag zum Mitglied des Hauptausschusses der NDPD gewählt. Er wurde 1951 zunächst Leiter der Abteilung Wirtschaft, dann Politischer Geschäftsführer und schließlich stellvertretender Vorsitzender des NDPD-Landesverbandes Brandenburg. Nach der Verwaltungsreform im Sommer 1952 wurde er Vorsitzender des NDPD-Bezirksverbandes und Abgeordneter des Bezirkstages Cottbus. Von Juli 1953 bis 1962 fungierte er als Stellvertreter des Vorsitzenden für Handel und Versorgung des Rates des Bezirkes Magdeburg. Gleichzeitig war er Abgeordneter des Bezirkstages Magdeburg.
Nach einem Fernstudium legte er 1954 die Diplomprüfung für das Fach Wirtschaftswissenschaften an der Deutschen Akademie für Staats- und Rechtswissenschaften „Walter Ulbricht“ in Potsdam-Babelsberg ab. Von 1954 bis 1958 war er als Mitglied der NDPD-Fraktion Abgeordneter der Volkskammer der DDR. Ab 1962 war er als Dozent an der Hochschule für Nationale Politik in Waldsieversdorf beschäftigt. Später war er Mitglied des Sekretariats des NDPD-Bezirksverbandes  Leipzig und Direktor der Industrie- und Handelskammer (IHK) Leipzig (Nachfolger von Max Simon).

## Auszeichnungen
- 1959 Vaterländischer Verdienstorden in Bronze